# جائزة التشيك الكبرى للدراجات النارية 1999
جائزة التشيك الكبرى للدراجات النارية 1999 هو سباق دراجات نارية أقيم بتاريخ 22 أغسطس 1999 في حلبة برنو. كان الجولة العاشرة من أصل 16 في سباق الجائزة الكبرى للدراجات النارية موسم 1999. فاز الياباني تادايوكي أوكادا بفئة 500 سي سي.

## وصلات خارجية
- الموقع الرسمي